# أذن الفأر الحرجي
أذن الفأر الحرجي (الاسم العلمي: Myosotis sylvatica) هو نوع من النباتات يتبع جنس أذن الفأر من الفصيلة الحمحمية.